# 蒙斯特教堂

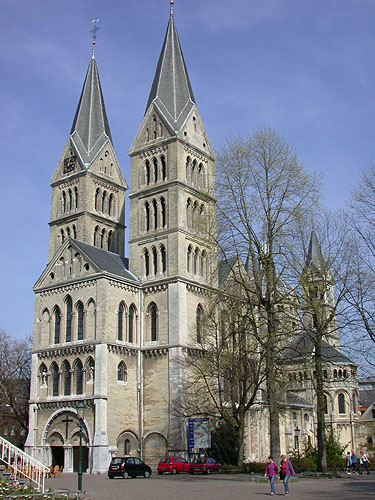
蒙斯特教堂

蒙斯特教堂 (Munsterkerk) 是荷蘭城市魯爾蒙德的一座教堂，奉獻給聖母瑪利亞。

## 历史
修建於13世紀。教堂的高塔高達55米，是當地地標之一。蒙斯特教堂也是荷蘭最重要的後期羅馬式建築代表作之一。

## 外部連結
- 维基共享资源上的相關多媒體資源：蒙斯特教堂
- 130 pictures of the church

51°11′37″N 5°59′19″E / 51.19361°N 5.98861°E